# Wajib
Wajib (en árabe: واجب‎ Wājib, conocida en Hispanoamérica como Invitación de boda) es una película dramática coproducida entre Palestina, Colombia, Francia, Alemania y Noruega de 2017 dirigida por Annemarie Jacir. Fue exhibida en la sección Cine Mundial Contemporáneo en el Festival Internacional de Cine de Toronto de 2017. Fue seleccionada como la película palestina que participaría en los Premios de la Academia en la categoría de mejor película de habla no inglesa en su edición número 90, pero finalmente no fue nominada. La cinta es una coproducción entre Palestina, Dinamarca, Colombia, Francia y Noruega.

## Sinopsis
Abu Shadi es un padre divorciado y profesor de escuela de 60 años que vive en Nazareth. En la víspera del matrimonio de su hija, Abu espera la ayuda de su otro hijo, un exitoso arquitecto que vive en Roma desde hace tiempo y que debe viajar a Nazareth para ayudarlo a preparar la boda. Tal como es exigido por la tradición palestina, Abu debe entregar las invitaciones al matrimonio personalmente a cada invitado. Esta situación será la oportunidad para ambos, padre e hijo, de reavivar su relación, perdida por la distancia y el paso del tiempo.

## Reparto

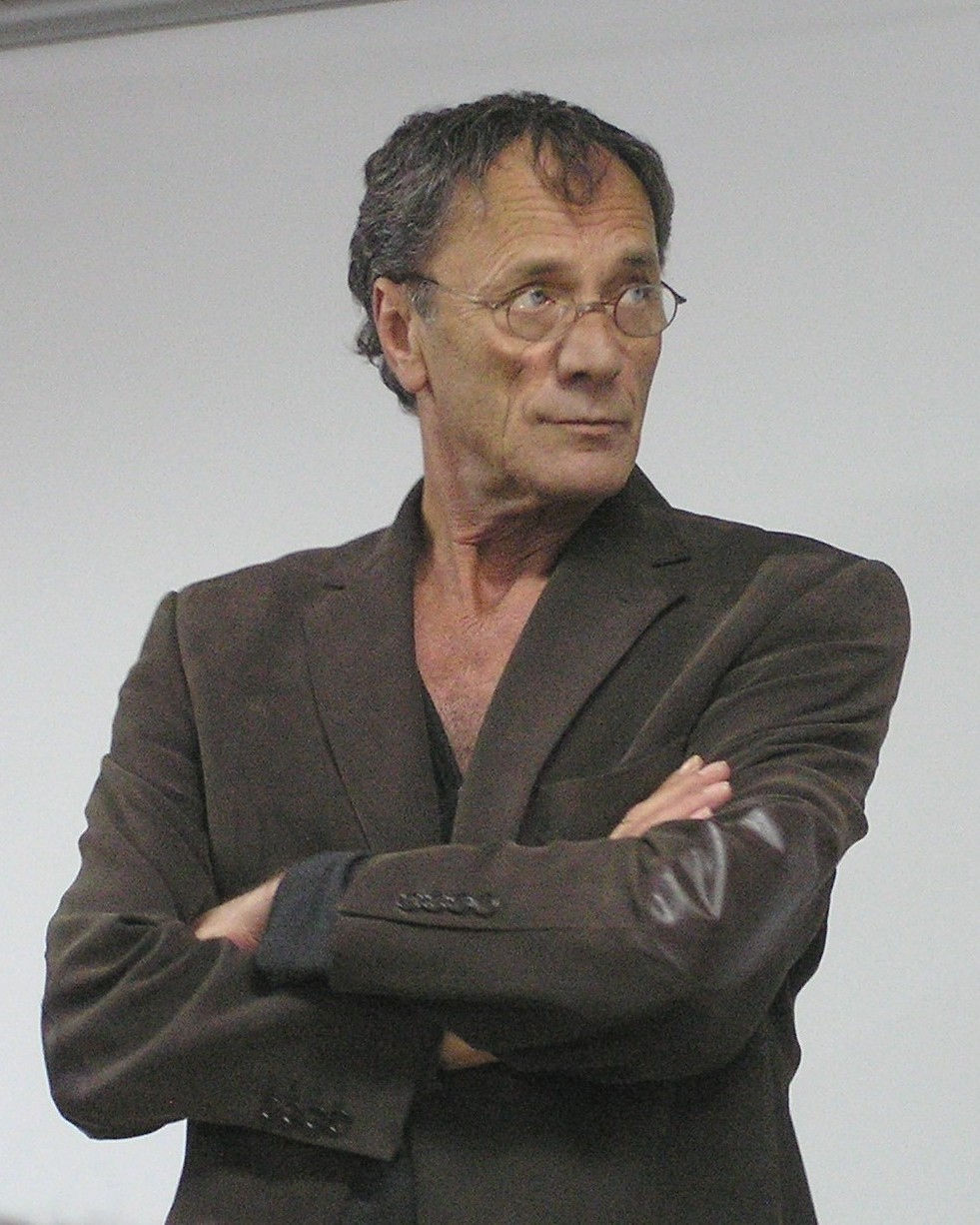
Mohammad Bakri interpreta el papel principal de Abu Shadi en la película.

- Mohammad Bakri es Abu Shadi.
- Saleh Bakri es Shadi.
- Maria Zreik es Amal.

## Recepción

### Recepción crítica
La película ha recibido aclamación mundial. En la página de internet Rotten Tomatoes, la película tiene un ranking aprobatorio del 100%, basado en 14 reseñas con un rating promedio de 7 sobre 10.

### Premios y reconocimientos
- Premio Muhr en las categorías de mejor película de ficción y mejor actor (para Mohammad Bakri y Saleh Bakri), Festival Internacional de Cine de Dubái de 2017[5]
- Premio Golden Crow Pheasant en la categoría de mejor película, Festival Internacional de Cine de Kerala de 2017[6]
- Premio de la Crítica Árabe en las categorías de mejor película, mejor guion y mejor actor (para Mohammad Bakri), Festival Internacional de Cine de Cannes de 2018[7]
- Premio Astor Dorado en las categorías de mejor película y mejor actor (para Mohammad Bakri) Festival Internacional de Cine de Mar del Plata de 2017[8]